# Grande Prêmio da Comunidade Valenciana de Motovelocidade de 2009
O Grande Prêmio da Comunidade Valenciana de 2009 foi a última etapa da Temporada de MotoGP de 2009. Aconteceu entre os dias 6 e 8 de novembro de 2009 no Circuit de Valencia. Foi a última corrida da Classe 250cc, substituída pela Moto2 a partir de 2010. A corrida da MotoGP foi vencida por Dani Pedrosa.

## Classificação da MotoGP
| Pos | No | Piloto           | Construtor | Voltas | Tempo/Aband. | Grid | Pontos |
| --- | -- | ---------------- | ---------- | ------ | ------------ | ---- | ------ |
| 1   | 3  | Dani Pedrosa     | Honda      | 30     | 46:47.553    | 2    | 25     |
| 2   | 46 | Valentino Rossi  | Yamaha     | 30     | +2.630       | 4    | 20     |
| 3   | 99 | Jorge Lorenzo    | Yamaha     | 30     | +2.913       | 3    | 16     |
| 4   | 5  | Colin Edwards    | Yamaha     | 30     | +32.515      | 5    | 13     |
| 5   | 69 | Nicky Hayden     | Ducati     | 30     | +34.585      | 6    | 11     |
| 6   | 24 | Toni Elias       | Honda      | 30     | +34.888      | 8    | 10     |
| 7   | 11 | Ben Spies        | Yamaha     | 30     | +37.706      | 9    | 9      |
| 8   | 4  | Andrea Dovizioso | Honda      | 30     | +38.364      | 10   | 8      |
| 9   | 36 | Mika Kallio      | Ducati     | 30     | +42.491      | 11   | 7      |
| 10  | 15 | Alex de Angelis  | Honda      | 30     | +43.689      | 12   | 6      |
| 11  | 14 | Randy de Puniet  | Honda      | 30     | +46.018      | 7    | 5      |
| 12  | 52 | James Toseland   | Yamaha     | 30     | +50.226      | 14   | 1      |
| 13  | 44 | Aleix Espargaró  | Ducati     | 30     | +57.168      | 16   | 3      |
| 14  | 65 | Loris Capirossi  | Suzuki     | 30     | +1:06.887    | 13   | 2      |
| 15  | 7  | Chris Vermeulen  | Suzuki     | 30     | +1:11.701    | 18   | 1      |
| 16  | 41 | Gábor Talmácsi   | Honda      | 30     | +1:14.405    | 17   | 0      |
| 17  | 33 | Marco Melandri   | Kawasaki   | 30     | +1:33.425    | 15   |        |
| DNS | 27 | Casey Stoner     | Ducati     |        | Acidente     | 1    |        |

## Classificação da 250cc
| Pos | No | Piloto              | Construtor | Voltas | Tempo/Aband. | Grid | Pontos |
| --- | -- | ------------------- | ---------- | ------ | ------------ | ---- | ------ |
| 1   | 40 | Héctor Barberá      | Aprilia    | 27     | 44:10.601    | 3    | 25     |
| 2   | 19 | Álvaro Bautista     | Aprilia    | 27     | +3.663       | 9    | 20     |
| 3   | 35 | Raffaele de Rosa    | Honda      | 27     | +5.665       | 11   | 16     |
| 4   | 12 | Thomas Lüthi        | Aprilia    | 27     | +5.680       | 6    | 13     |
| 5   | 14 | Ratthapark Wilairot | Honda      | 27     | +13.601      | 4    | 11     |
| 6   | 17 | Karel Abrahám       | Aprilia    | 27     | +13.697      | 7    | 10     |
| 7   | 4  | Hiroshi Aoyama      | Honda      | 27     | +27.438      | 5    | 9      |
| 8   | 25 | Alex Baldolini      | Aprilia    | 27     | +35.097      | 12   | 8      |
| 9   | 15 | Roberto Locatelli   | Gilera     | 27     | +35.886      | 14   | 7      |
| 10  | 48 | Shoya Tomizawa      | Honda      | 27     | +40.176      | 16   | 6      |
| 11  | 73 | Shuhei Aoyama       | Honda      | 27     | +49.095      | 20   | 5      |
| 12  | 52 | Lukas Pesek         | Aprilia    | 27     | +53.132      | 18   | 4      |
| 13  | 11 | Balázs Németh       | Aprilia    | 27     | +1:06.014    | 19   | 3      |
| 14  | 63 | Mike Di Meglio      | Aprilia    | 27     | +1:18.692    | 15   | 2      |
| 15  | 53 | Valentin Debise     | Honda      | 27     | +1:18.876    | 21   | 1      |
| 16  | 8  | Bastién Chesaux     | Aprilia    | 26     | +1 volta     | 23   |        |
| 17  | 56 | Vladimir Leonov     | Aprilia    | 26     | +1 volta     | 22   |        |
| 18  | 33 | William Dunlop      | Honda      | 26     | +1 volta     | 25   |        |
| 19  | 10 | Imre Tóth           | Aprilia    | 26     | +1 volta     | 24   |        |
| Ret | 16 | Jules Cluzel        | Aprilia    | 23     | Acidente     | 13   |        |
| Ret | 58 | Marco Simoncelli    | Gilera     | 20     | Acidente     | 2    |        |
| Ret | 7  | Axel Pons           | Aprilia    | 19     | Abandonou    | 17   |        |
| Ret | 75 | Mattia Pasini       | Aprilia    | 11     | Abandonou    | 8    |        |
| Ret | 55 | Héctor Faubel       | Honda      | 7      | Acidente     | 10   |        |
| DNS | 6  | Alex Debón*         | Aprilia    |        | Lesionado    | 1    |        |

* Alex Debon largaria na pole position, mas devido a lesões ocorridas no treino de classificação, ele não participou da corrida. Portanto, todos ganharam uma posição no grid de largada.

## Classificação da 125cc
| Pos | No | Piloto             | Construtor | Voltas | Tempo/Aband. | Grid | Pontos |
| --- | -- | ------------------ | ---------- | ------ | ------------ | ---- | ------ |
| 1   | 60 | Julián Simón       | Aprilia    | 24     | 41:17.553    | 1    | 25     |
| 2   | 38 | Bradley Smith      | Aprilia    | 24     | +0.220       | 3    | 20     |
| 3   | 44 | Pol Espargaró      | Derbi      | 24     | +12.123      | 8    | 16     |
| 4   | 24 | Simone Corsi       | Aprilia    | 24     | +17.577      | 2    | 13     |
| 5   | 78 | Marcel Schrötter   | Honda      | 24     | +17.917      | 7    | 11     |
| 6   | 6  | Joan Olivé         | Derbi      | 24     | +18.334      | 5    | 10     |
| 7   | 7  | Efrén Vázquez      | Derbi      | 24     | +18.502      | 12   | 9      |
| 8   | 11 | Sandro Cortese     | Derbi      | 24     | +18.553      | 10   | 8      |
| 9   | 35 | Randy Krummenacher | Aprilia    | 24     | +18.731      | 15   | 7      |
| 10  | 18 | Nicolás Terol      | Aprilia    | 24     | +21.280      | 6    | 6      |
| 11  | 77 | Dominique Aegerter | Derbi      | 24     | +23.635      | 19   | 5      |
| 12  | 8  | Lorenzo Zanetti    | Aprilia    | 24     | +34.369      | 22   | 4      |
| 13  | 39 | Luis Salom         | Aprilia    | 24     | +37.950      | 24   | 3      |
| 14  | 73 | Takaaki Nakagami   | Aprilia    | 24     | +38.090      | 18   | 2      |
| 15  | 14 | Johann Zarco       | Aprilia    | 24     | +40.043      | 21   | 1      |
| 16  | 33 | Sergio Gadea       | Aprilia    | 24     | +44.478      | 14   |        |
| 17  | 93 | Marc Márquez       | KTM        | 24     | +58.437      | 4    |        |
| 18  | 53 | Jasper Iwema       | Honda      | 24     | +1:03.814    | 25   |        |
| 19  | 42 | Alberto Moncayo    | Aprilia    | 24     | +1:08.362    | 34   |        |
| 20  | 71 | Tomoyoshi Koyama   | Loncin     | 24     | +1:24.971    | 29   |        |
| 21  | 87 | Luca Marconi       | Aprilia    | 23     | +1 volta     | 33   |        |
| Ret | 16 | Cameron Beaubier   | KTM        | 23     | Acidente     | 17   |        |
| Ret | 10 | Luca Vitali        | Aprilia    | 21     | Acidente     | 35   |        |
| Ret | 94 | Jonas Folger       | Aprilia    | 17     | Abandonou    | 20   |        |
| Ret | 76 | Ivan Maestro       | Aprilia    | 11     | Abandonou    | 32   |        |
| Ret | 21 | Jakub Kornfeil     | Loncin     | 9      | Acidente     | 31   |        |
| Ret | 17 | Stefan Bradl       | Aprilia    | 8      | Acidente     | 16   |        |
| Ret | 32 | Lorenzo Savadori   | Aprilia    | 6      | Acidente     | 27   |        |
| Ret | 12 | Esteve Rabat       | Aprilia    | 5      | Acidente     | 11   |        |
| Ret | 45 | Scott Redding      | Aprilia    | 5      | Acidente     | 9    |        |
| Ret | 50 | Sturla Fagerhaug   | KTM        | 4      | Acidente     | 30   |        |
| Ret | 88 | Michael Ranseder   | Aprilia    | 3      | Abandonou    | 23   |        |
| Ret | 29 | Andrea Iannone     | Aprilia    | 1      | Abandonou    | 13   |        |
| DNS | 95 | Joan Perello       | Honda      |        | Não começou  | 26   |        |
| DNQ | 19 | Quentin Jacquet    | Aprilia    |        |              |      |        |